# أوليفييه أسماكر
أوليفييه أسماكر (بالفرنسية: Olivier Asmaker) مواليد 13 مارس 1973 في فرنسا، هو دراج فرنسي سابق في صنف سباق الدراجات على الطريق.

## روابط خارجية
- أوليفييه أسماكر على موقع أرشيف الدراجات (الإنجليزية)
- أوليفييه أسماكر على موقع إحصائيات الدراجات الإحترافية (الإنجليزية)
- أوليفييه أسماكر على موقع نسبة الدراجات (الإنجليزية)
- Trap-Friis profile